# Cymothoe rebeli
Cymothoe rebeli är en fjärilsart som beskrevs av Heinrich Neustetter 1912. Cymothoe rebeli ingår i släktet Cymothoe och familjen praktfjärilar. Inga underarter finns listade i Catalogue of Life.